# Xã Van Buren, Quận Madison, Indiana
Xã Van Buren (tiếng Anh: Van Buren Township) là một xã thuộc quận Madison, tiểu bang Indiana, Hoa Kỳ. Năm 2010, dân số của xã này là 1.861 người.